# Mario Arqués
Mario Arqués Blasco (sinh ngày 19 tháng 1 năm 1992) là một cầu thủ bóng đá chuyên nghiệp người Tây Ban Nha hiện chơi ở vị trí tiền vệ cho câu lạc bộ Kelantan FC.

## Sự nghiệp
Mario Arqués trưởng thành từ lò đào tạo của câu lạc bộ Villarreal. Phần lớn sự nghiệp thi đấu của anh tại giải hạng ba Tây Ban Nha khi lần lượt khoác áo các đội như Orihuela CF, Valencia B, Elche B, Sporting Gijon B và CD Alcoyano. Qua 5 mùa giải tại Tây Ban Nha, Mario chơi 189 trận và ghi được 12 bàn thắng. Sau đó, từ mùa giải 2017–18, với mong muốn có cơ hội thi đấu nhiều hơn, anh đã đầu quân cho nhiều đội bóng nước ngoài như: Karpaty Lviv (Ukraine) sau đó là các câu lạc bộ của Ấn Độ và Malaysia.
Ở giai đoạn 2 của V.League 2022, Mario đã chính thức gia nhập câu lạc bộ Sông Lam Nghệ An sau một khoảng thời gian thử việc. Ngày 13 tháng 8, anh ra mắt V.League 1 khi đá chính trong trận làm khách trên sân của Nam Định.
Năm 2023, anh rời SLNA và chuyển đến CLB Kelantan FC theo dạng chuyển nhượng tự do.